# Microzada similis
Microzada similis är en fjärilsart som beskrevs av Emilio Berio 1955. Microzada similis ingår i släktet Microzada och familjen trågspinnare. Inga underarter finns listade i Catalogue of Life.